# Calleja de las Flores
La calleja de las Flores (en français, ruelle des Fleurs) est une des rues les plus populaires et touristiques de Cordoue, en Espagne. C'est une rue aveugle, étroite et piétonne qui aboutit sur une place. Elle fait partie du centre historique de Cordoue qui a été déclaré Patrimoine de l'Humanité de l'Unesco en 1994. Elle a été choisie aussi comme la rue la plus jolie d'Espagne par la revue Tredencias.

## Histoire
La place était en réalité un ancien patio cordouan typique, qui avec les années s'est  transformé en rue. Son aspect actuel est dû en partie au maire Alfonso Cruz-Conde, déterminé à embellir des sites de Cordoue, parmi lesquels se trouvait la ruelle des Fleurs. 
Le projet de rénovation a été dessiné dans les années 1950 par l'architecte Víctor Escribano Ucelay, qui a mené à terme son ornementation avec la construction des arches, la transformation de l'ancien dallage en ciment par les typiques galets, l'installation d'une fontaine et la décoration avec des pots de fleurs. Dès lors, la ruelle des Fleurs est devenue une icône photographique de la ville pour les touristes qui immortalisent la tour de la Mosquée-cathédrale depuis la petite place terminale de la ruelle.

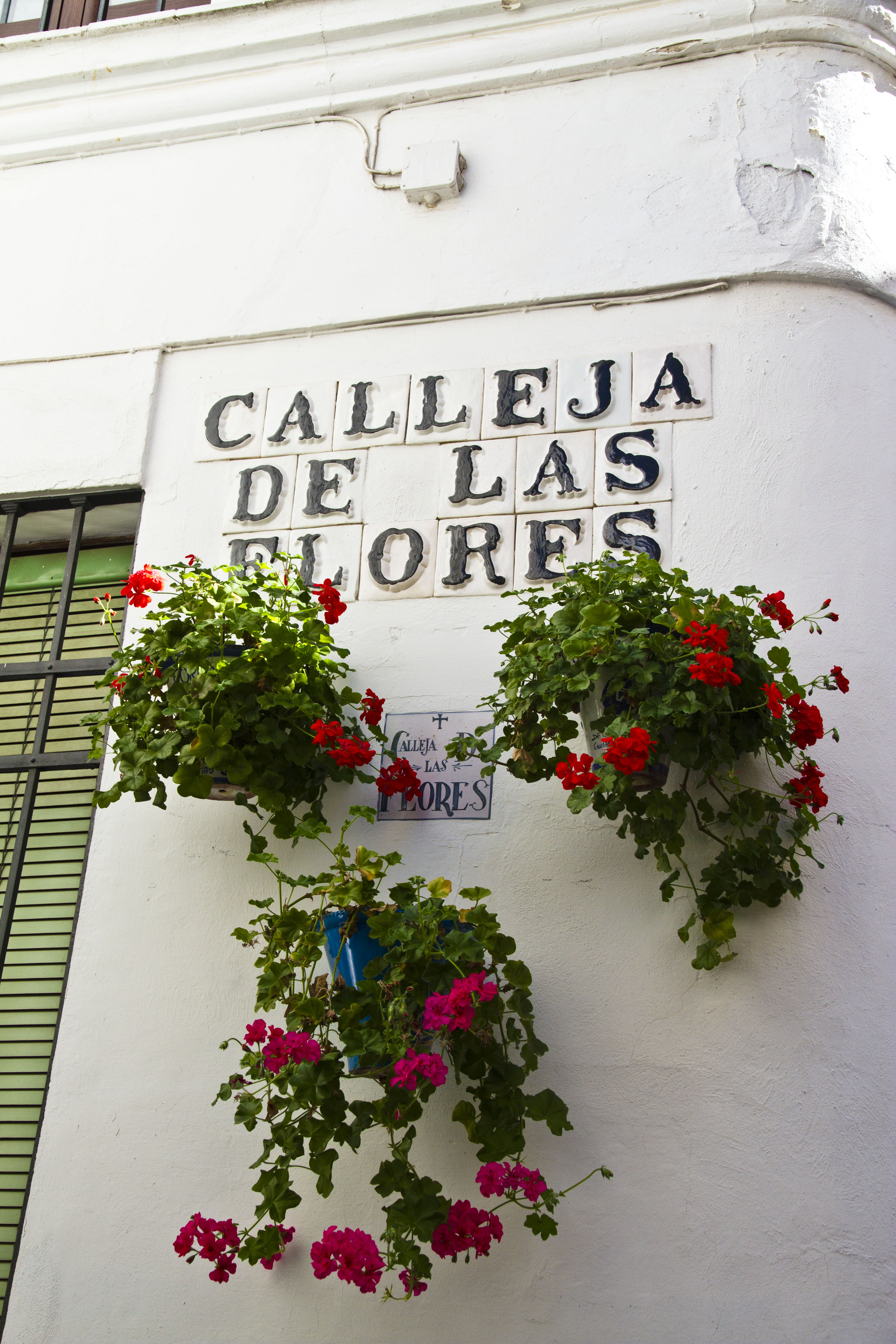
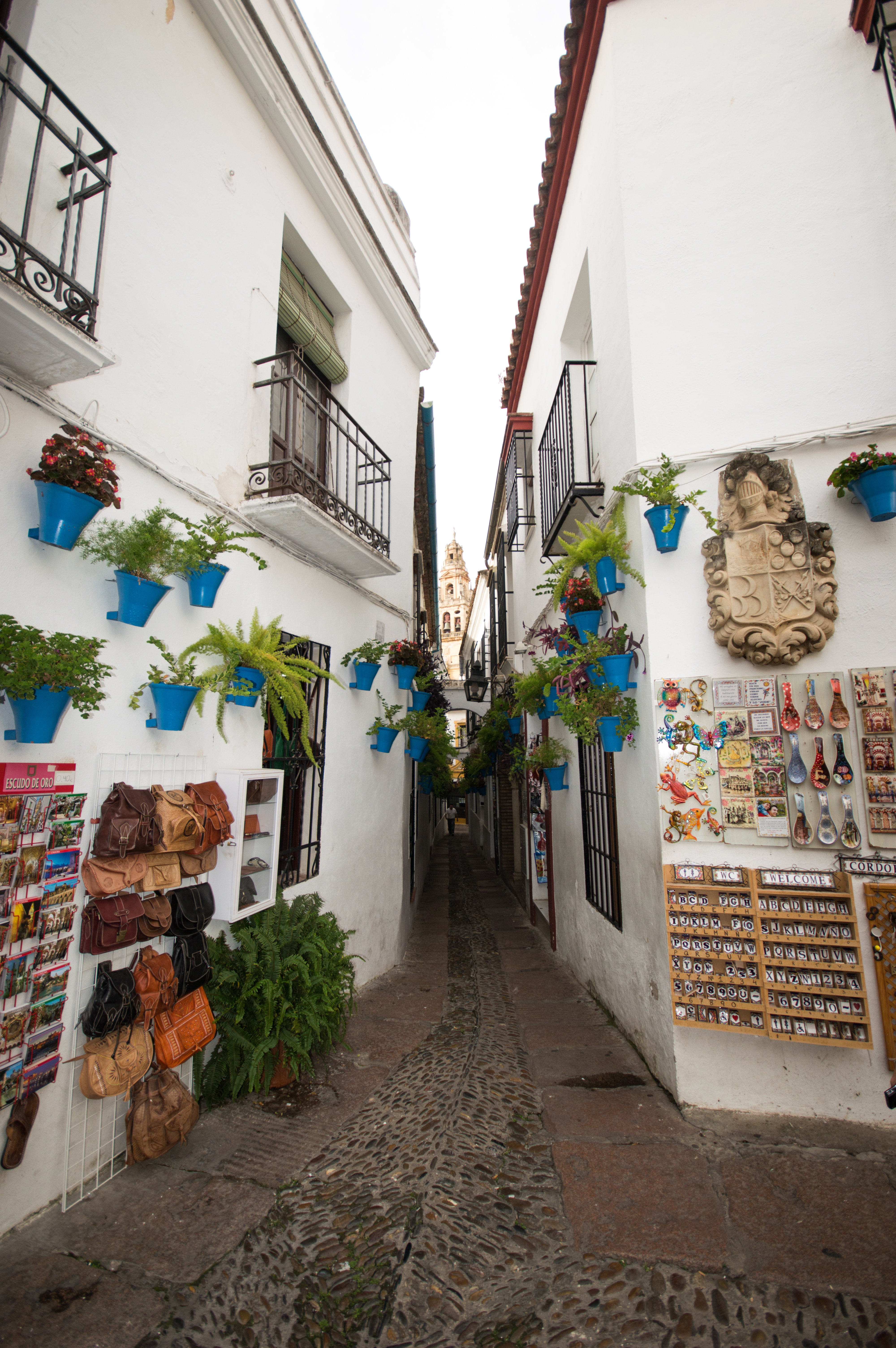
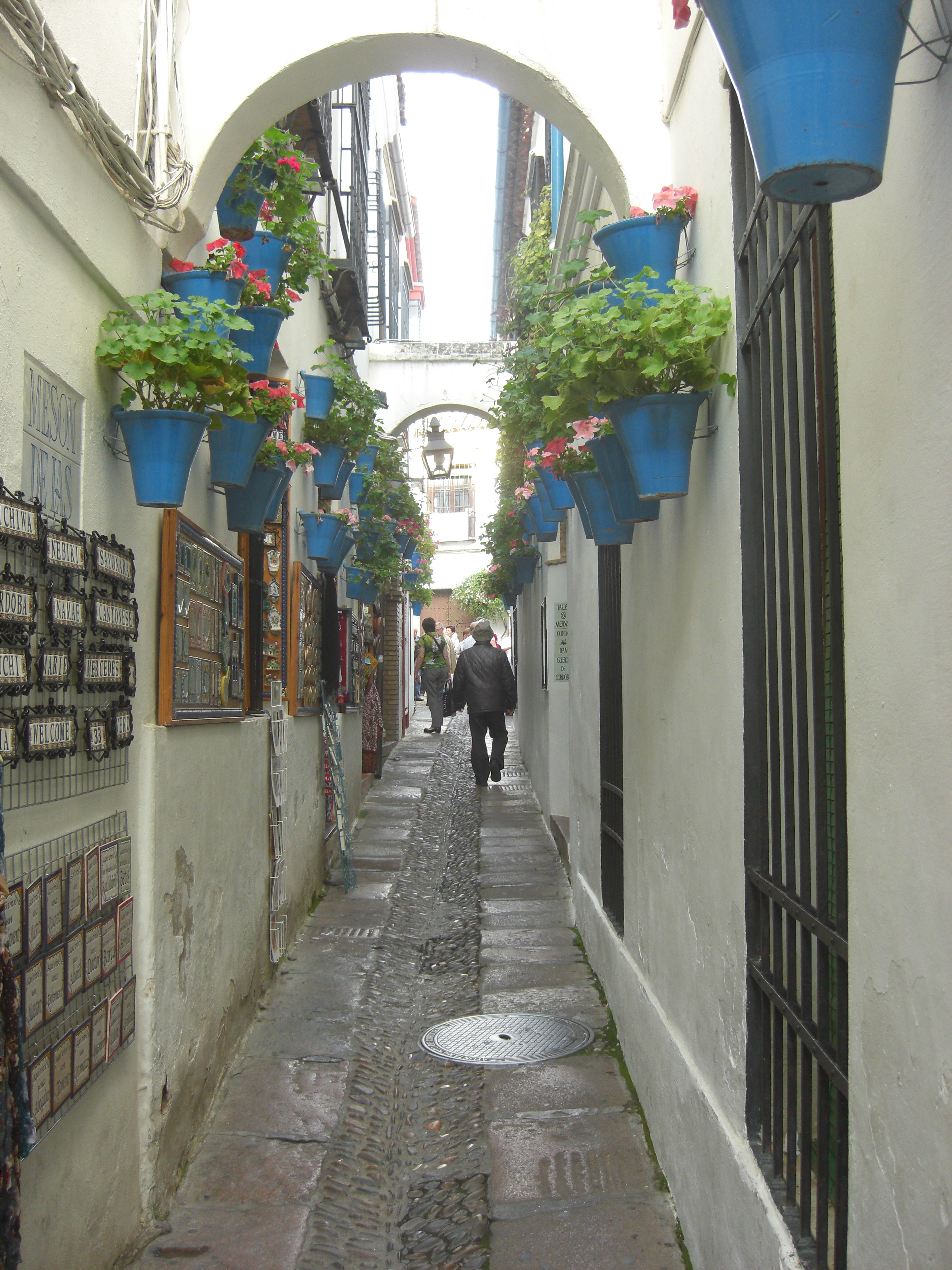
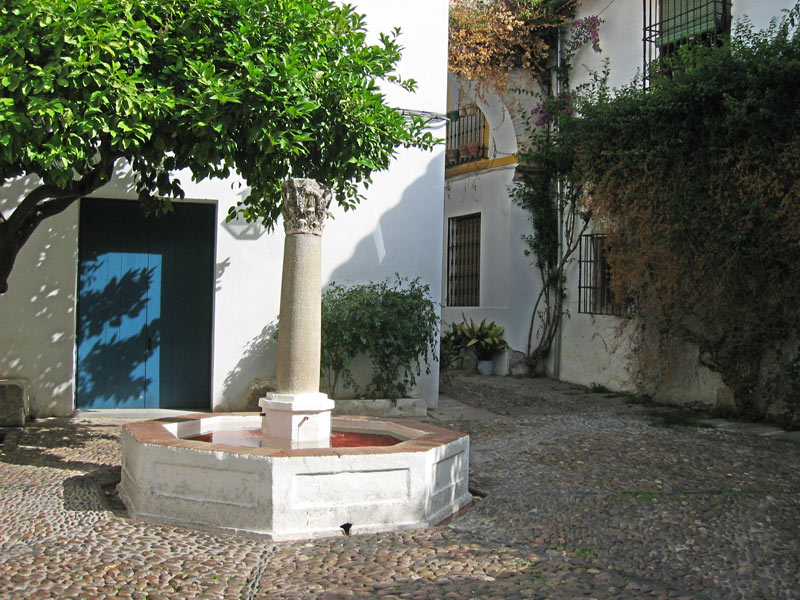